# ギルベイン・ゴールド
ギルベイン・ゴールド（Gilbane Gold）とは、全米プロフェッショナルエンジニア協会（National Society of Professional Engineers、略称「NSPE」）が作成した作品、およびその中で登場する肥料の名前。
架空の市であるギルベイン市を舞台に、技術者の責任、法の問題、企業の内部告発等について考えさせるための架空の事件である。
同作品は翻訳され、日本の大学でも教材として使用している学校は多い。

## あらすじ
アメリカのギルベイン市は、市の行政として汚水処理場で、同市に工場を構えるコンピュータ部品企業「Zコープ」から排出される汚水を処理する一方、同処理場に堆積した汚泥を乾燥させ、農業用肥料「ギルベイン・ゴールド」として販売して市の収入の一部としていた。
ギルベイン市は過去に税金の優遇政策を取ることでZコープ社の工場を誘致したものの、工場が操業を始めた後で、汚水に対する環境基準を国の10倍という非常に厳しいものにしたため、Zコープ社の工場はなんとか黒字を保っているほどになってしまっていた。
しかしZコープ社がギルベイン市に多額の税金を納めているほか、工場は多数の雇用を生み出し、Zコープ社の排出する汚水からギルベイン・ゴールドを作って収入にしているのも事実であった。
しかしある日、主人公のデイビッド・ジャクソン（Zコープ社の若手技術者）は、工場の排出している汚水に含まれる鉛とヒ素の値が、市の定めた基準値を少しだけ上回っていることに気がつき、会議で基準値を上回っていること、ギルベイン・ゴールドが鉛とヒ素に汚染されている危険があることを発表する。しかし市の定めた測定方法では精度が悪いため排出レベルが基準を上回っていることは分からず、また上回っているといっても多少であり、すぐに環境に影響を与える量ではないことから、釈然としないながらも、彼の上司であるフィル・ポートや社長の言うままに隠してきた。
それから時が経ち、Zコープ社は日本のトーコー・コンピュータと提携し、工場の大幅拡大と増産に踏み切る。
事態を危惧したデイビッドは、友人と相談し、ついにZコープ社工場の排水が環境基準値を上回っていること、市の定めた基準値は汚水中に含まれる有害物質の濃度のみを定めており、排出量については何も定めていないざる法（つまり、有害物質の排出量が倍になっても、流す水の量も倍にしてしまえば濃度は同じなので規制に引っかからない）であることなどの情報をテレビ局にリークする。

## 論点
この作品には、作品中で直接語られていないものも含め、論点は多い。しかしその趣旨は主に3つあり、
1. 問題解決のためには、道徳的な考えだけでは通用しない
2. 意見の総意を得るために、意見の不一致を埋めることは困難である
3. 物語中で語られている話だけでは、物語中で起こる問題の根本までは解決できないこと

である。これらも、大切なのは「皆が妥協できる意見を求めること」であり、相手を論破することではないとされる。
またこれ以外にも、実際に学校で協議させる場では、
- 市がZコープ社の工場を税金優遇で誘致した後、排出基準値をはね上げることは許されるか
- 基準を上回っていても、どの程度上回っているのか
- デイビッドの内部告発は適切であったか、もっと現実的な解決手段はなかったか
- ギルベイン・ゴールドは本当に有害物質に汚染されているのか

等も争点として挙げられることが多い。

## 参考・出典
1. ↑  大阪大学大学院工学研究科 生命先端工学専攻 生物工学コース 2004年2月資料 13頁第29章にギルベイン・ゴールド訳文と解説有り。
2. ↑  http://ethics.tamu.edu/ethics/gilbane/gilban1.htm

日本工学教育協会　日本語版DVD貸出
http://wwwsoc.nii.ac.jp/jsee/other/menu01.html